# 가브리엘 터빌 피터

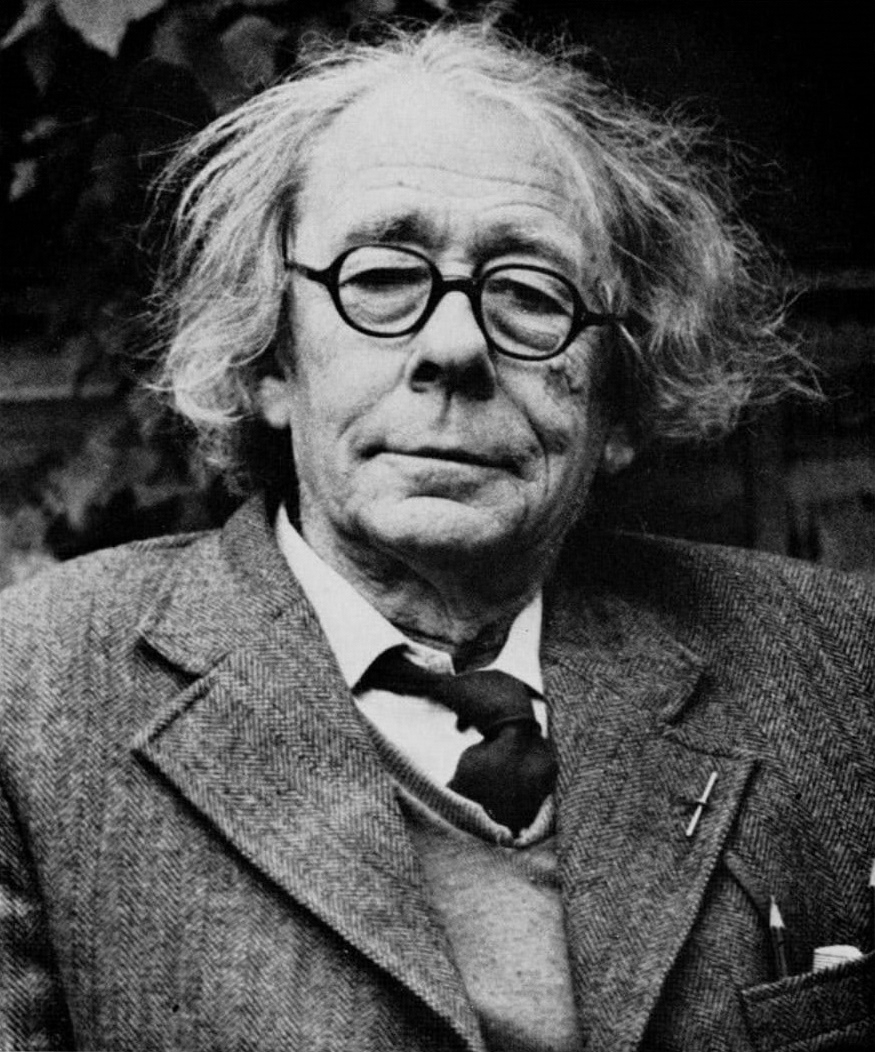

가브리엘 터빌 피터(Edward Oswald Gabriel Turville-Petre, 1908년 3월 25일 ~ 1978년 2월 17일)는 고대 아이슬란드 문학과 유물에 관하여 연구한 옥스퍼드 대학교의 교수이다. 고대 스칸디나비아 문화에 대한 단체인 ‘Viking Society for Northern Research’의 일원이기도 하였다.

## 같이 보기
- 루돌프 지메크
- 힐다 엘리스 데이비드슨